# 聖ヒエロニムス (リベーラ)
『聖ヒエロニムス』（せいヒエロニムス、伊: San Girolamo、英: Saint Jerome）は、17世紀スペイン・バロック期の巨匠ホセ・デ・リベーラがキャンバス上に油彩で描いた絵画である。聖ヒエロニムスが左手に持つ紙片上に「Jusepe de Ribera español / F. 1651 (スペイン人フセぺ・デ・リベーラ 1651年制作)」という画家の署名と制作年が記されている。作品は現在、ナポリのサン・マルティーノ美術館に所蔵されている。

## 作品
1638年ごろ、リベーラは、サン・マルティーノ修道院・教会の大がかりな改修の一部をなす一連の作品の依頼を受けた。ジョヴァンニ・バッティスタ・ピザンテ (Giovanni Battista Pisante) の治める修道院で、リベーラは大規模な装飾を任されるべき最も重要なナポリの画家の1人であった。すでに1637年に、彼は教会の聖具室用に豪勢な『ピエタ』 (サン・マルティーノ美術館) の祭壇画を制作していた (この作品は17世紀末に新宝物室に移され、現在もそこに展示されている)。
リベーラの関心を引いた委嘱は、預言者を表す14点の連作を制作することであった。それらは教会の身廊に沿って配置されることになっていたもので、1638-1643年の間に制作された。やはり1643年に制作された『会則を受け取る聖ブルーノ』 (サン・マルティーノ美術館、ナポリ) と呼ばれる小さな銅板画とほかの3点のキャンバス画は、1643年からリベーラが患った病気のために1651年になってようやく納められた。これら3点のうち、大きな『使徒たちの聖体拝領』は教会の聖歌隊席の側壁に、ほかの2点である『聖セバスティアヌス』と本作『聖ヒエロニムス』は修道院の個室のために意図された。 これら3点と『会則を受け取る聖ブルーノ』には、合計100ドゥカートが支払われた。
聖ヒエロニムスは、341年にダルマチア地方の高貴なキリスト教徒の家に生まれた。ローマで学問を修めた後に神学者や聖書註解者と交流を持つために各地を巡り、さらに353年から5年間ギリシアの荒野で隠遁生活を送った。絵画では、荒野を背景に自らの胸を石で打つ姿がしばしば描かれる。ヒエロニムスは、リベーラが最も頻繁に取り上げた主題の1つである。本作のヒエロニムスは半身像の横顔で表され、鑑賞者をじっと見据えている。高齢で皺が寄り、干からびた皮膚をしたヒエロニムスは、聖書をラテン語に訳しているところである。
なお、ナポリには、ほかにも『聖ヒエロニムスと最後の審判の天使』 (カポディモンテ美術館)  と『読書する聖ヒエロニムス』 (アカデミア美術館) が所蔵されている。